# Halcuriidae
Famille
Les Halcuriidae forment une famille d'anémone de mer de l'ordre des Actiniaria.

## Liste des genres
Selon World Register of Marine Species (12 janvier 2023) :
- Carlgrenia Stephenson, 1918
- Halcurias McMurrich, 1893

## Systématique
Le nom valide complet (avec auteur) de ce taxon est Halcuriidae Carlgren, 1918 (1897).

## Publication originale
- Carlgren, O. (1918). Die Mesenterienanordnung der Halcuriiden. Kungliga Fysiografiska Sällskapets Handlingar, 29, N.F., (29): 1-37